# The Reawakening
The Reawakening è il quinto album in studio del gruppo musicale australiano The Berzerker, pubblicato il 1º settembre 2008.

## Tracce
1. Wisdom And Corruption – 3:51
2. An Unforgotten Force – 5:17
3. Caught In The Crossfire – 3:21
4. The Deception – 4:03
5. Disassembly Line – 3:27
6. Evolution Of Aggression – 3:26
7. Your Final Seconds – 2:59
8. Harvesting A Loved One – 3:35
9. Internal Examination – 3:07
10. Spare Parts – 3:43

### Tracce disco bonus dell'edizione Digipack
1. Spare Parts (Namshubofenki Mix) – 3:27
2. Spare Parts (Bazooka Mix) – 4:23
3. Caught In The Crossfire (Zardonic Mix) – 3:38
4. Spare Parts (Delta 9 Mix) – 2:36
5. Caught In The Crossfire (Stanley Cupid Mix) – 4:02
6. Spare Parts (Frazzbass Mix) – 4:09